# Gerhard Paulus
Gerhard Paulus (* 13. Februar 1922 in Stuttgart; † 5. Mai 2002 in München) war ein deutscher Wirtschaftsjurist und Politiker (FDP).

## Leben
Paulus wurde als 23-jähriger Artillerieoberleutnant zu Kriegsende in der Poebene durch eine Fliegerbombe schwer verwundet und verlor das rechte Bein. Er studierte nach dem Krieg Jura mit dem Schwerpunkt Wirtschaftsrecht an der Universität Heidelberg und gehörte dort zu den Wiedergründern des Corps Rhenania. Nach bestandenem Assessorexamen ließ er sich zunächst als Rechtsanwalt in Heilbronn nieder, wo er ab dem 7. November 1955 Vorsitzender des Künstlerbundes Heilbronn war.
Von Heilbronn ging er im Juli 1956 zunächst nach Kulmbach und trat später in die Eckes AG in Nieder-Olm ein, in der er zum Personalchef avancierte. Er repräsentierte das Unternehmen auch in verschiedenen Verbänden der Spirituosen- und Fruchtsaftindustrie. 1969 wurde er EG-Sprecher des Verbandes Deutscher Weinbrennereien e. V. (Wiesbaden).
Für die FDP-Fraktion war er vom 11. Januar 1954, als er für den ausgeschiedenen Abgeordneten Hanns Schloß nachrückte, bis 1956 jüngstes Mitglied des Landtages von Baden-Württemberg. Bei der Landtagswahl am 4. März 1956 kandidierte er im Wahlkreis Heilbronn-Stadt, wurde aber nicht gewählt. Weiterhin war er Mitglied des FDP-Landesvorstandes, Vizepräsident der Europäischen Jungliberalen und stellvertretender Bundesvorsitzender der Deutschen Jungdemokraten. Mehr als 20 Jahre war er Vorsitzender des Landesfachausschusses Wirtschaft und Verkehr der FDP Rheinland-Pfalz und zeitweilig stellvertretender Vorsitzender des Bundesfachausschusses Wirtschaft, Verbraucher und Verkehr.
Von 1962 bis 1981 war er Mitglied des Beirats der Friedrich-Naumann-Stiftung für die Freiheit.

## Auszeichnungen
- Silberne Ehrennadel des Landes Rheinland-Pfalz (1971)
- Bundesverdienstkreuz am Bande (1984)